# Commonwealth CA-12 Boomerang
Commonwealth CA-12 Boomerang je bilo avstralsko lovsko letalo druge svetovne vojne.

## Začetek proizvodnje
Letalo je bilo prvi poskus Avstralije, da ustvari lastno lovsko letalo. Do leta 1936, ko je avstralska vlada dala pobudo za ustanovitev podjetja Commonwealth Aircraft Company, je bila ta celina popolnoma odvisna od tujine, od koder je nabavljala letala. Prav tako so se ob porastu japonske ekspanzionistične politike začeli pojavljati dvomi o tem, da je Združeno kraljestvo sposobno ubraniti Avstralijo pred japonskim napadom. Boomerang je bil izdelan izključno kot lovski prestreznik in kot tak tudi oborožen, saj nanj ni bilo možno pritrditi bomb ali raket. Bil je zgrajen po vzoru lahkega bojnega letala Wirraway. Avstralci so se zavedali, da to letalo ne bo enakovredno japonskim lovcem, a je njegov razvoj vseeno stekel z veliko naglico. Od načrtov (decembra 1941) do prvega poleta (27. maja 1942) je preteklo le pol leta, kar je pri izdelavi letal izredno malo časa. To letalo so (do različice CA-19) izdelovali  do leta 1944.

## Uspehi letala
Letalo je bilo okretno in enostavno za vzdrževanje, a je imelo nizko končno hitrost, kar je bila pravzaprav njegova edina šibka točka, saj je bilo relativno dobro oboroženo. Večina eskadronov, opremljenih s temi lovci, je bilo poslanih na območje Nove Gvineje, kjer so delovali kot prestrezniki in letala za pomoč enotam na tleh. Za zastarelo letalo se je ta lovec izkazal za dokaj koristnega. Zaradi njegovih dobrih letalnih sposobnosti so ga uporabljali do konca vojne, kot trenažno letalo pa še po vojni.